# Днестр (стадион)
Стадион «Днестр» имени Виктора Дукова — стадион в городе Овидиополь, открытый в 1989 году. Вмещает 1500 зрителей. Со дня открытия до 2011 года был домашним стадионом команды «Днестр» (Овидиополь).

## История
Стадион был построен в 1989 году под названием «Днестр». В 2000 году, после смерти овидиопольского чиновника и мецената Виктора Дукова, арена была переименована в его честь. Таким образом это спортивное сооружение получило современное название — стадион «Днестр» имени Виктора Дукова.
В процессе эксплуатации стадиона он был немного модернизирован (например, установлены новые пластиковые сиденья вместо старых деревянных), однако спортивная арена все равно не отвечала требованиям, которые выдвигались к стадионам команд первой лиги, где и играл овидиопольский клуб в последние годы своего существования.
30 марта 2011 года президент «Днестра» Андрей Продаевич сделал официальное заявление о том, что процесс передачи стадиона из коммунальной собственности в собственность клуба завершился неудачей, поэтому отныне овидиопольская команда будет проводить свои матчи на стадионе «Спартак» (Одесса). Впоследствии ФК «Днестр» был расформирован и переехал в Одессу.
После расформирования профессионального футбольного клуба «Днестр» в Овидиополе на стадионе имени Виктора Дукова начали проводиться соревнования среди ДЮСШ, ветеранских команд и поединки сборной района, а с лета 2013 года стадион стал еще и домашней ареной новоиспеченного футбольного клуба «Реал Фарма», выступающего во второй лиге.